# Épineuil
Épineuil è un comune francese di 665 abitanti situato nel dipartimento della Yonne nella regione della Borgogna-Franca Contea.
Ha dato i natali all'artista Alfred Grévin.

## Società

### Evoluzione demografica
Abitanti censiti